# Arthur Adamov
Arthur Adamov fou un escriptor i autor dramàtic francès d'origen russo-armeni, nascut el 23 d'agost de 1908 a Kislovodsk. Se suïcidà el 15 de març de 1970, a París. El seu teatre, primer influenciat pel Surrealisme, pot relacionar-se amb el Teatre de l'absurd. Reb ràpidament la influència de Bertold Brecht tot orientant-se cada vegada més en obres polititzades. La seva obra crítica i autobiogràfica és una meditació sobre les contradiccions íntimes que només la mort voluntària pot alliberar. Les seves històries sovint són extretes d'experiències personals.

## Obra dramàtica
- L'Aveu (1946)
- La Parodie (1947)
- Invasion (1949)
- La Grande et la petite manœuvre (1950)
- Tous contre tous (1952)
- Le Professeur Taranne (1953)
- Le Ping Pong (1955)
- Paolo Paoli (1956)
- La Politique des restes (1962)
- La Sainte Europe (1965)
- M. le Modéré (1967)
- Off Limits (1968)
- Je... Ils... (1969)